# Țeghea
Țeghea (węg. Krasznacégény) – wieś w Rumunii, w okręgu Satu Mare, w gminie Craidorolț. W 2011 roku liczyła 49 mieszkańców. 